# Carolina Brid
Carolina Del Carmen Brid Cerrud (sinh ngày 4 tháng 7 năm 1990 tại thành phố Panama) là nữ Diễn viên, người dẫn chương trình truyền hình, người mẫu người Panama. Cô là người chiến thắng trong cuộc thi Hoa hậu Du lịch Panamá 2011, Hoa hậu Quốc tế Thủ đô 2011 và Hoa hậu Panama 2013. Cô đại diện cho Panama tham gia cuộc thi Hoa hậu Hoàn vũ 2013.

## Đầu đời
Sinh ra tại Ciudad de Panamá, Brid tốt nghiệp trường Trung học Ý Enrico Fermi. Tại ngôi trường này, cô là thành viên của đội bóng rổ. Cô hiện là sinh viên ngành Truyền thông Xã hội tại Đại học Công giáo Santa María La Antigua (USMA) tại thành phố Panama, Panama. Cô có thể nói tiếng Tây Ban Nha, tiếng Anh và tiếng Ý, và có chiều cao 5 '11' '(1,80 m).

### Hoa hậu Du lịch Quốc tế 2011
Năm 2011, Brid giành được giải thưởng Hoa hậu Du lịch Panamá, tiếp tục tham gia cuộc thi Hoa hậu Du lịch Quốc tế 2011 tại Malaysia và ra về với vị trí thứ nhì, tức Á hậu 1. Trong các cuộc thi tiếp theo, cô được trao vương miện Hoa hậu Du lịch Thủ đô 2011, cũng như danh hiệu Hoa hậu Quyến rũ.

### Hoa hậu Panamá 2013
Brid thi đấu trong cuộc thi sắc đẹp quốc gia mang tên Hoa hậu Panamá 2013 với tư cách là thí sinh đại diện cho tỉnh Veraguas. Cô là thí sinh yêu thích của các báo chí quốc gia và quốc tế.
Vào ngày 2 tháng 4 năm 2013, cô giành được danh hiệu Hoa hậu Panamá, trở thành người phụ nữ thứ tư từ tỉnh Veraguas giành chức vô địch.
Brid đã đại diện cho Panamá tham gia cuộc thi Hoa hậu Hoàn vũ 2013 được tổ chức tại Moskva, Nga vào ngày 9 tháng 11 năm 2013. Mặc dù được nhiều fan yêu thích, thậm chí còn được sự chú ý của giám đốc quốc gia Hoa hậu Venezuela Osmel Sousa, người dự đoán Brid sẽ tiến đến trận chung kết khi cô thi đấu trong buổi trình diễn, cô đã thất bại.